# Castellón de la Plana
Castellón de la Plana (valenciansk: Castelló de la Plana) er en by i den autonome region Valencia i det østlige Spanien og samtidig hovedstad i provinsen Castellón, som udgør den nordligste af de tre provinser i den autonome region. Indbyggertal (pr. 2012) på  180.204. Byen ligger ved kysten til Middelhavet.

## Historie
Den først kendte bygning i området var det mauriske slot i nærheden. Byen er første gang nævnt i 1251.
- Wikimedia Commons har flere filer relateret til Castellón de la Plana

39°59′N 0°02′V / 39.983°N 0.033°V